# Hermann Berghaus

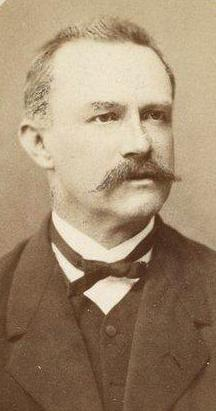
Hermann Berghaus

Hermann Berghaus (* 16. November 1828 in Herford; † 3. Dezember 1890 in Gotha) war ein bedeutender deutscher Kartograf des 19. Jahrhunderts.

## Leben und Wirken

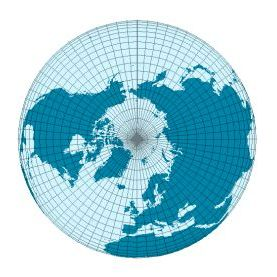
Polare Azimutalprojektion

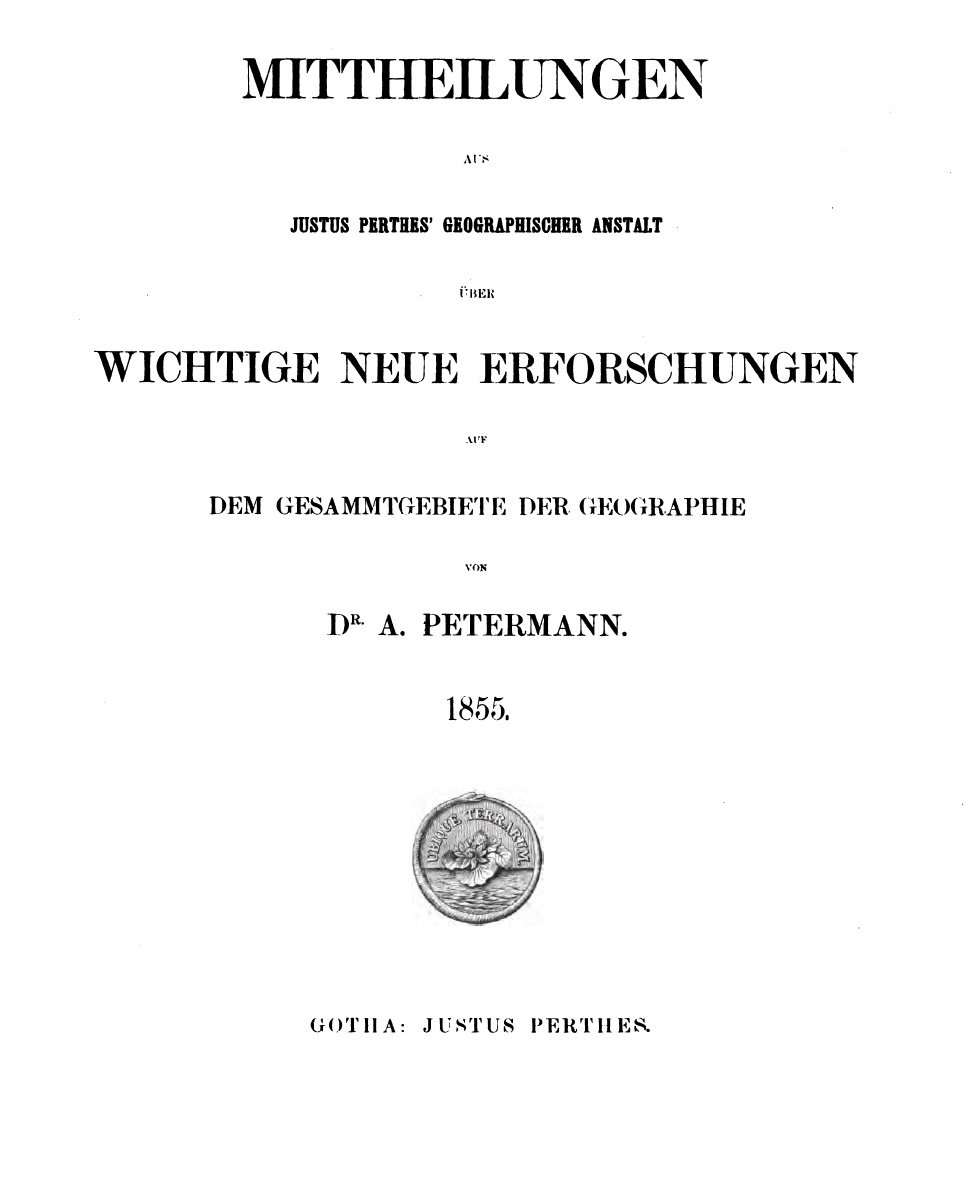
Geographische Mitteilungen: Titelblatt der ersten Ausgabe, 1855

Hermann Berghaus wurde am 16. November 1828 als Sohn eines Pfarrers in Herford geboren. Er besuchte die Gymnasien in Herford sowie Halle und in seiner Freizeit beschäftigte er sich vorwiegend mit seiner besonderen Begabung, dem Zeichnen. Sein Onkel Heinrich Berghaus hatte in Potsdam eine Kunstschule gegründet, in der er seinen Neffen von 1842 bis 1845 zum Kartografen ausbildete. Hier erlernte er außer der Technik des Kartografierens auch die verschiedenen Projektionsmethoden. Nach seiner Lehrzeit wurde Berghaus Mitarbeiter in der kartografischen Anstalt des Verlagsbuchhändlers Wilhelm Perthes in Gotha, die damals Weltruf hatte.
Seine Aufgabe bestand hauptsächlich darin, große Kartenwerke mit zusätzlichen Blättern zu modernisieren und mit aktuellen Daten zu versehen. Seit Begründung von Petermanns Geographischen Mitteilungen (PGM), mit denen die aktuellen geographischen Entdeckungen publiziert wurden, fertigte Berghaus die dazugehörenden Landkarten, die sich durch genaue und plastische wirkende Wiedergabe des Bodenreliefs auszeichneten. Der hervorragenden Qualität seiner Arbeiten verdankte die Perthesche Anstalt ihren wachsenden Weltruf und bekam aus vielen ausländischen Staaten Aufträge zur Lieferung von Schulkarten und Schulatlanten. Die von ihm gezeichneten Wandkarten hingen in vielen Klassenzimmern dieser Zeit. Zu seinen bedeutendsten Werken gehören Chart of the world (die zwischen 1863 und 1924 mindestens 12 Auflagen erlebte) und die Neubearbeitung des veralteten physikalischen Handatlasses. 1886 waren nach langer Vorbereitung die ersten Blätter gezeichnet. Berghaus konnte die Vollendung seines Werks aber nicht mehr erleben. Nachdem er 1888 erblindet war, starb er am 3. Dezember 1890.

## Ehrungen
In Anerkennung seiner Verdienste um die Kartografie wurde ihm schon 1868 die Würde eines Ehrendoktors der philosophischen Fakultät der Universität Königsberg verliehen. 1881 bekam er vom Kartographenkongress in Venedig die Goldmedaille für besondere Leistungen und 1885 ernannte ihn Herzog Ernst von Gotha zum Professor. Im Jahr 1883 wurde er zum Mitglied der Leopoldina gewählt.

## Werke
Er zeichnete außer vielen Blättern für die Stielerschen und Sydowschen Atlanten die
- Karte des Ötztaler Gletschergebiets (Gotha 1861)
- Allgemeine Weltkarte in Mercators Projektion (2. Aufl., Gotha 1869, 4 Blatt)
- Chart of the world (10. Aufl., Gotha 1882, 8 Bl.)
- Physikalische Karte der Erde (Gotha 1874, 8 Bl.)
- Physikalische Wandkarte von Europa (Gotha 1875, 9 Bl.)
- Karte der Alpen (Gotha 1878, 8 Bl.)
- Physikalische Wandkarte von Afrika (Gotha. 1881, 6 Bl.)